# Xenosporium shoranoorense
Xenosporium shoranoorense är en svampart som beskrevs av V. Rao & P.Rama Rao 1973. Xenosporium shoranoorense ingår i släktet Xenosporium och familjen Tubeufiaceae.   Inga underarter finns listade i Catalogue of Life.